# Mixtlán
Mixtlán est un village et une municipalité de l'État de Jalisco au Mexique. Sa population était évaluée à 3279 habitants en 2005.